# Ivan Fiolić
Ivan Fiolić, né le 29 avril 1996 à Zagreb, est un footballeur croate. Il évolue au poste de milieu offensif.

## Carrière

### En club
Ivan Fiolić s'engage en faveur du Dinamo Zagreb lors de l'été 2016.

### En équipe nationale
Avec les moins de 17 ans, Ivan Fiolić  participe au championnat d'Europe des moins de 17 ans 2013 qui se déroule en Slovaquie. Il dispute ensuite la Coupe du monde des moins de 17 ans 2013 organisée aux Émirats arabes unis. Lors du mondial junior, il joue un match contre l'Ouzbékistan.
Ivan Fiolić  joue 13 matchs avec les moins de 17 ans, inscrivant un but.

## Statistiques
| Saison                | Club                  | Championnat           | Championnat | Championnat | Coupe(s) nationale(s) | Coupe(s) nationale(s) | Compétition(s) continentale(s) | Compétition(s) continentale(s) | Compétition(s) continentale(s) | Total | Total |
| Saison                | Club                  | Division              | M.          | B.          | M.                    | B.                    | Comp.                          | M.                             | B.                             | M.    | B.    |
| 2013-2014             | Dinamo Zagreb         | Prva HNL              | 2           | 0           | 0                     | 0                     | -                              | -                              | -                              | 2     | 0     |
| 2014-2015             | Dinamo Zagreb         | Prva HNL              | 5           | 0           | 1                     | 0                     | C1                             | 0                              | 0                              | 6     | 0     |
| Sous-total            | Sous-total            | Sous-total            | 7           | 0           | 1                     | 0                     | -                              | 0                              | 0                              | 8     | 0     |
| 2015-2016             | Lokomotiva Zagreb     | Prva HNL              | 30          | 7           | 3                     | 0                     | C3                             | 2                              | 1                              | 35    | 8     |
| 2016-2017             | Lokomotiva Zagreb     | Prva HNL              | 7           | 1           | -                     | -                     | C3                             | 8                              | 3                              | 15    | 4     |
| Sous-total            | Sous-total            | Sous-total            | 37          | 8           | 3                     | 0                     | -                              | 10                             | 4                              | 50    | 12    |
| 2016-2017             | Dinamo Zagreb (prêt)  | Prva HNL              | 2           | 0           | 1                     | 0                     | C1                             | 3                              | 0                              | 6     | 0     |
| Sous-total            | Sous-total            | Sous-total            | 2           | 0           | 1                     | 0                     | -                              | 3                              | 0                              | 6     | 0     |
| Total sur la carrière | Total sur la carrière | Total sur la carrière | 0           | 0           | 0                     | 0                     | -                              | 0                              | 0                              | 0     | 0     |

## Palmarès
Il remporte le championnat de Croatie en 2014 et 2015 ainsi que la Coupe de Croatie en 2018 avec le Dinamo Zagreb.